# Sound of the Apocalypse
Sound of the Apocalypse är ett musikalbum av den svenska gruppen Black Bonzo från 2007. Albumet släpptes på LP i Europa och Japan.

## Låtlista
1. "Thorns Upon A Crown" - 6:49
2. "Giant Games" - 5:54
3. "Yesterdays Friends" - 7:08
4. "The Well" - 6:16
5. "Intermission / Revelation Song" - 1:58
6. "Ageless Door" - 5:22
7. "Iscariot" - 7:20
8. "Sound Of The Apocalypse" - 12:58